# Al-Sadd Sports Club
Der al-Sadd Sports Club (arabisch نادي السد الرياضي, DMG Nādī s-Sadd ar-riyāḍī) ist ein Sportverein aus Doha, der Hauptstadt Katars. Der Verein mit dem Spitznamen White Shirts wurde am 21. Oktober 1969 von Studenten gegründet und gehört zu den erfolgreichsten des Landes.

Altes Logo

## Fußball
Die Herren-Fußballmannschaft spielt in der höchsten Liga des Landes, der Qatar Stars League. Mit zwölf gewonnenen Meisterschaften und zwölf errungenen Pokalsiegen ist die Fußballsektion gleichzeitig Rekordmeister und Rekordpokalsieger des Landes. Die international größten Erfolge waren der Gewinn der AFC Champions League im Jahr 1989 und 2011. Bis jetzt ist die Fußballmannschaft des al-Sadd SC die einzige Mannschaft aus Katar, die diesen Titel erringen konnte. Im Dezember 2011 belegte al-Sadd den dritten Platz bei der FIFA-Klub-WM.

### Stadion
Seine Heimspiele trägt der Verein im Jassim-Bin-Hamad-Stadion aus. Dieses fasst inklusive der VIP-Bereiche 15.000 Zuschauer und ist vollständig klimatisiert.

### Vereinserfolge

#### National
- Qatar Stars League: 1972, 1974, 1979, 1980, 1981, 1987, 1988, 1989, 2000, 2004, 2006, 2007, 2013, 2019, 2021, 2022, 2023/24, 2024/25

- Emir of Qatar Cup: 1975, 1977, 1982, 1985, 1986, 1988, 1991, 1994, 2000, 2003, 2005, 2007, 2014, 2015, 2017, 2020, 2021, 2024

- Qatari Sheikh Jassim Cup: 1977, 1978, 1979, 1981, 1985, 1986, 1988, 1990, 1997, 1999, 2001, 2006, 2014, 2017, 2019

#### International
- AFC Champions League: 1989, 2011

- Arabische Champions League: 2001

- Golfcup: 1991

### Bekannte ehemalige Spieler
- Abédi Pelé
- Karim Bagheri
- Lakhdar Belloumi
- Nadir Belhadj
- José Clayton
- Ali Daei
- Amir Ghalenoei
- Victor Ikpeba
- Hossein Kaabi
- Abdul Kader Keïta
- Frank Lebœuf
- Dame N’Doye
- Mamadou Niang
- Quincy Owusu-Abeyie
- Raúl
- Romário
- Khalid Salman
- John Utaka
- Carlos Tenorio
- Xavi
- Mauro Zárate

### Frühere Trainer
- Pepe (1983–1984)
- Džemaludin Mušović (19??, 2000)
- Rabah Madjer (1997–1998)
- Evaristo de Macedo (1999)
- Ilie Balaci (2001–2002)
- Luka Peruzović (2003–2004)
- Bora Milutinović (2004–2005)
- Jorge Fossati (2007, 2011–2012)
- Co Adriaanse (2007–2008)
- Émerson Leão (2008)
- Cosmin Olăroiu (2009–2010)
- Hussein Ammouta (2012–2015)
- Jesualdo Ferreira (2015–2019)
- Xavi (2019–2021)
- Javi Gracia (2021–2022)
- Juanma Lillo (2022–2023)
- Bruno Pinheiro (2023)
- Wesam Rezik (seit 2023)

## Handball
Der Verein gewann bei den Männern die Qatar Handball League in den Jahren 1986, 1988, 1989, 1994, 1997, 2001, 2002, 2004 und 2009. In den Jahren 1997, 1999, 2002, 2004, 2005, 2006, 2007 und 2013 gewann man den Emir of Qatar Cup und in den Jahren 2002, 2003, 2004, 2005, 2006, 2009 und 2010 den Qatar Crown Prince Cup.
International war der Verein auch erfolgreich. Die Asian Club League Handball Championship gewann al-Sadd 2000, 2001, 2002, 2003 und 2005; am IHF Men’s Super Globe nahm man erstmals 2002 teil und wurde damit Vereinsweltmeister, weitere Teilnahmen folgten.
Zu den bekannten ehemaligen Spielern zählen Gergő Iváncsik, Péter Gulyás, Renato Vugrinec, Carlos Pérez, Marko Vujin, Dejan Perić, Nikola Eklemović, Renato Sulić, José Hombrados, Mario Tomić, Ivano Balić, Klemen Cehte und Kiril Lazarov.

## Weitere Sportarten
Im Club wird auch Basketball, Volleyball, Tischtennis und Leichtathletik betrieben.